# Efecto Bruselas

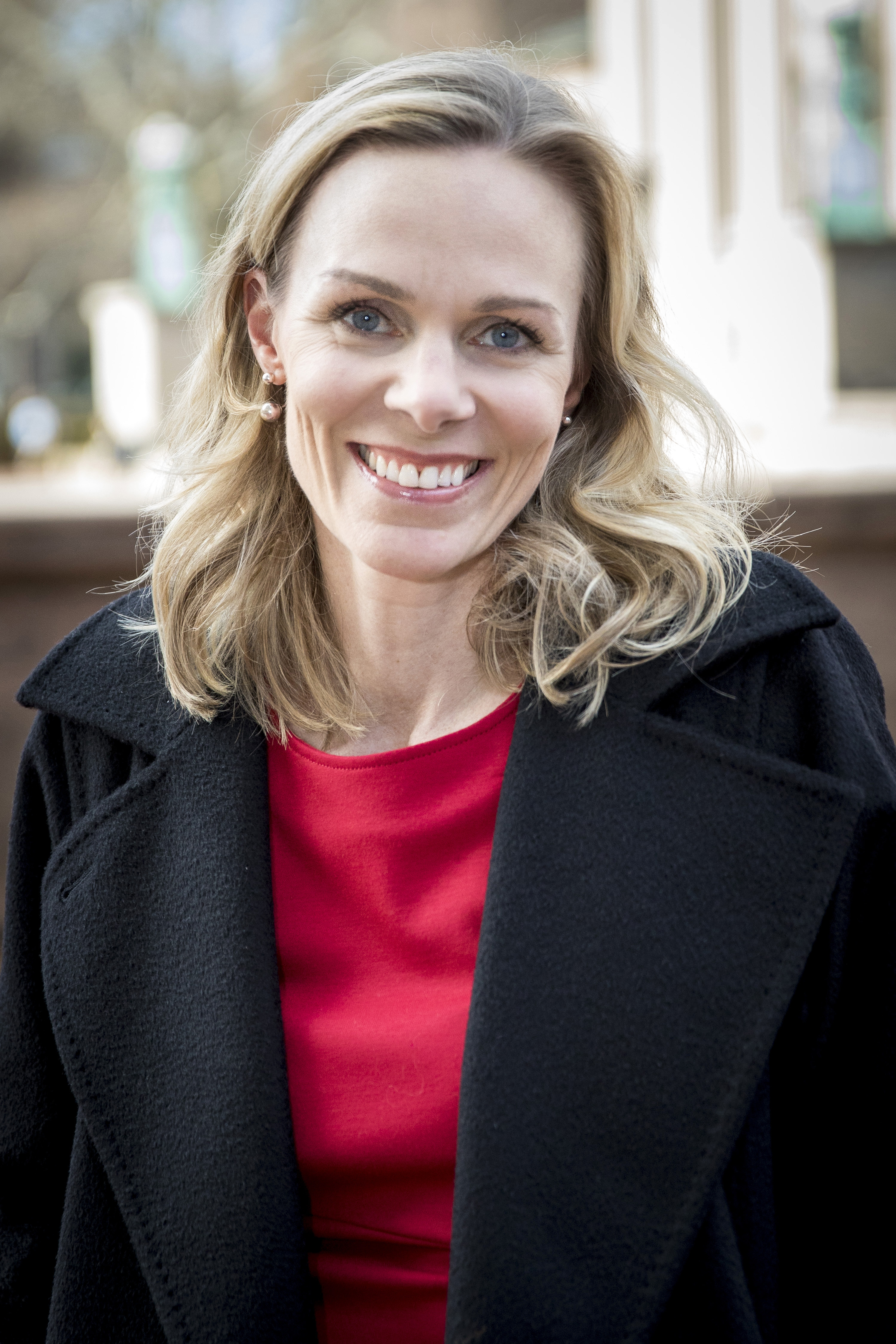
Anu Bradford en 2018.

El Efecto Bruselas (en inglés: The Brussels Effect) es un término acuñado en 2012 por la profesora Anu Bradford de Columbia Law School y nombrado según el similar “Efecto California” que puede ser visto en los Estados Unidos. La tesis de Bradford es que la fuerza de la Unión Europea radica en su capacidad de crear un marco regulador común.
En 2020, al inicio de la pandemia de COVID-19, Bradford publicó The Brussels Effect: How the European Union Rules the World, un libro en el que explica por qué es la Unión Europea –y no Estados Unidos o China– quien domina el mundo a través de la externalización involuntaria de regulaciones mediante los mecanismos globalizadores del mercado. Con este término, la autora insiste en que con sus leyes, la UE acaba influyendo más a nivel mundial que EE. UU. con su poder militar o China con sus proyectos en el extranjero.

## Causa
La combinación del tamaño y la importancia del mercado interior de la Unión Europea, estándares relativamente estrictos y la capacidad reguladora puede tener el efecto de que las empresas que comercian internacionalmente vean que no es económicamente, legalmente o técnicamente práctico mantener estándares más bajos en mercados fuera de la UE. Las compañías que no son de la UE que exportan globalmente, pueden ver que es beneficioso adoptar los estándares puestos en Bruselas uniformemente en lugar de aplicar distintos estándares para diferentes mercados.

## Carrera arriba y carrera hacia el abismo
El Efecto California y el Efecto Bruselas son una forma de "carrera arriba" donde el estándar más estricto apela a las compañías que operan a través de múltiples entornos reguladores ya que hace la producción global y exportación más fácil. Los efectos son los opuestos del Efecto Delaware, una carrera hacia el abismo dónde las jurisdicciones pueden elegir bajar sus requisitos reguladores en un intento de atraer los negocios que buscan los estándares menos estrictos.

## Ejemplos
Antimonopolio

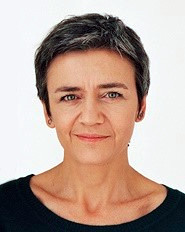
Margrethe Vestager, Comisaria europea de Competencia desde el 1 de noviembre de 2014.

La propuesta adquisición de Honeywell (basado en EE. UU.) por US$42 mil millones en octubre de 2000 por General Electric (también basado en EE. UU.) fue bloqueada por las autoridades antimonopolísticas de la UE con el motivo de arriesgar un monopolio horizontal en motores a reacción. La fusión no podía proceder porque, a pesar de que el Departamento de Justicia estadounidense ya aprobó la fusión entre estas dos entidades basadas en EE. UU., no era legalmente posible de dejar la adquisición proceder en un mercado importante, pero no en otro.
Sustancias químicas
La Multinacional basada en EE. UU. Dow Chemical anunció en 2006 que cumpliría con la normativa de registro, evaluación, autorización y restricción de sustancias químicas de la UE para la producción y uso de sustancias químicas a través de su operación global.
Emisiones de aviones
En 2012 la UE incluyó la aviación al existente Régimen de Comercio de Derechos de Emisión de la Unión Europea. Esto significa que cualquier aerolínea, sin importar su país de origen, tiene que comprar permisos de emisiones para cualquier vuelo dentro del Espacio Económico Europeo (EEE). El coste de cumplir con las regulaciones de emisión de aviación de la UE pone presión en fabricantes para diseñar aviones con eficacia mejorada y emisiones reducidas. Ya que no es probable que grandes aerolíneas compren aviones específicamente para volar fuera del EEE, los estándares de aviación más estrictos de la UE tienen un impacto en flotas de avión global, sin importar la jurisdicción de la aerolínea.
Protección de datos y privacidad
Con la introducción de la Directiva de Protección de Datos en 1995, la UE optó por un estricto enfoque en la protección de datos personales. Su sucesor, el Reglamento General de Protección de Datos de la UE (RGPD), fue adoptado el 14 de abril de 2016 y tuvo un efecto global. En 2017, durante negociaciones para un Tratado comercial EU-Japón, Japón montó una agencia independiente para manejar quejas de violaciones de la intimidad para cumplir con la nueva regulación de privacidad de la UE.
Facebook anunció en abril de 2018 que implementaría partes del RGPD globalmente. Sonos Anunció en abril de 2018 que implementaría el RGPD globalmente, y Microsoft anunció en mayo de 2018 que implementaría cumplimiento del RGPD para todos sus clientes globalmente.

## Acogida
Los académicos no han podido aún verificar empíricamente los límites del Efecto Bruselas en ley internacional, especialmente leyes de la Organización Mundial del Comercio.  Además, para que ocurra el efecto de Bruselas, se ha mostrado que no todos los prerrequisitos identificados por Bradford tienen que ocurrir cumulativamente. Investigaciones han indicado que el poder regulatorio de la UE varía sustancialmente según el contexto de la regulación implicada.